# Suwałki
Suwałki (en lituano: Suvalkai; en alemán: Suwalken, 1941-1944 Sudauen) es una población en el voivodato de Podlaquia en el noreste de Polonia que posee 69.331 habitantes (2012). El río Czarna Hańcza cruza el casco urbano.
Es la capital del condado de Suwałki y uno de los centros comerciales más importantes en el voivodato de Podlaquia. Hasta 1999 la población fue capital del voivodato de Suwałki. Suwałki se encuentra a unos 30 km de la frontera con Lituania. En las proximidades de la ciudad se encuentra la zona protegida polaca denominada parque nacional de Wigry.
La ciudad esta hermandada con la ciudad de Alytus en Lituania.

## Historia
La primera mención de la localidad de Suwałki data de 1688. Después de 1700, se dividió en dos: Małe Suwałki y Wielkie Suwałki (Pequeño Suwałki y Gran Suwałki). 
En el Imperio ruso, la ciudad se convierte en 1867 en la capital de la gobernación de Suwałki.
Durante la Primera Guerra Mundial en 1915, los alemanes rompieron el frente ruso y Suwałki fue ocupada. La ciudad y las áreas circundantes se separaron del resto de las tierras polacas y fueron administradas directamente por el comandante militar alemán del ejército Ober-Ost. Las severas leyes impuestas por el mando militar alemán y la trágica situación económica de los civiles condujeron a la creación de varias organizaciones secretas.
Después del colapso de las Potencias Centrales en noviembre de 1918, el comandante local del Ober-Ost firmó un acuerdo con el Consejo Temporal de la Región de Suwałki que, de facto, permitió la incorporación de la región a Polonia, aunque el ejército alemán permaneció en el área y continuó su explotación económica. En febrero de 1919, sus habitantes pudieron participar en las primeras elecciones libres al Sejm polaco, aunque poco después los comandantes alemanes cambiaron de opinión. Expulsaron a las unidades militares polacas de la zona y en mayo pasaron el territorio a la autoridad lituana.
A finales de julio de 1919, la Conferencia de Paz de París concedió la ciudad a Polonia y los lituanos se retiraron. Algunas de las tierras habitadas por polacos quedaron en el lado lituano de la frontera, mientras que varios pueblos lituanos quedaron en el lado polaco de la llamada Línea Foch. Todo esto llevó al estallido del Levantamiento de Sejny el 23 de agosto de 1919 contra las autoridades lituanas. Para asegurar el control de la ciudad, al día siguiente entraron las primeras unidades regulares del ejército polaco en Suwałki, estallando una breve guerra polaco-lituana y librándose durante varios días combates limitados por el control sobre Suwałki, Sejny y otras ciudades de la zona. La guerra terminó a mediados de septiembre de 1920. Las negociaciones tuvieron lugar en Suwałki firmándose el denominado Acuerdo de Suwałki entre Polonia y Lituania el 7 de octubre de 1920. Durante la guerra polaco-soviética, la ciudad fue capturada por los comunistas y, después de la batalla de Varsovia, pasó de nuevo a los lituanos, aunque sería recuperada por el ejército polaco, con escasas pérdidas, poco después.
En el período de entreguerras, Suwałki se convirtió en una ciudad autónoma dentro del voivodato de Białystok (1919-1939), dando resultado un período de prosperidad, pasando su población de 16.780 en 1921 a casi 25.000 en 1935. La principal fuente de ingresos pasó de la agricultura al comercio.

## El corredor de Suwałki
El corredor de Suwalki es una franja de territorio de 96 kilómetros en la frontera actual entre Lituania y Polonia. Toma el nombre de la cercana ciudad polaca de Suwalki. Su situación es estratégica por ser la única vía de comunicación terrestre entre los países bálticos y el resto de la Unión Europea y de la OTAN. Hacia el oeste se encuentra el exclave ruso de Kaliningrado y hacia el este Bielorrusia.

## Residentes notables
- Henryk Minkiewicz (1880–1940), general, muerto en la Masacre de Katyn.
- Avraham Stern (1907–1942), líder paramilitar sionista, fundador del Leji.
- Edward Szczepanik (1915–2005), economista y el último primer ministro polaco en el exilio.
- Andrzej Wajda (1926–2016), célebre director de cine polaco.